# CSA Steaua București
Clubul Sportiv al Armatei Steaua București, comumente chamado de Steaua Bucureşti ou simplesmente Steaua, é um clube de futebol romeno sediado em Bucareste. É uma das seções esportivas do Fotbal Club FCSB e atualmente disputa a Liga II, a segunda divisão romena.
Em 2017, o FCSB reativou sua seção de futebol e a inscreveu na temporada 2017–18 da Liga IV, a quarta divisão do sistema de ligas de futebol da Romênia. De acordo com os registos do clube e as últimas ordens judiciais romenas (julho de 2019  e junho de 2021), é o clube de futebol de maior sucesso na Romênia, com recordes nacionais de conquista de troféus nacionais, além da Liga dos Campeões da UEFA em 1986 e a Supercopa Europeia em 1987. No entanto, os títulos são disputados entre as duas entidades, com a União das Associações Europeias de Futebol (UEFA) atribuindo toda a história original do clube ao FCSB.
Ambas as equipes mandam suas partidas no Estádio Steaua. Antes, costumavam jogar no Ghencea V entre 2017 e 2021, um dos antigos campos de treinamento do complexo esportivo do Steaua, já que o estádio anterior, utilizado pelo clube durante seu apogeu, foi demolido para que o estádio atual fosse construído no seu lugar. As cores do clube são o vermelho e o azul.
O clube tem uma longa rivalidade com o Dínamo Bucareste; as partidas entre os dois são comumente chamadas de "Dérbi Eterno", "Dérbi Romeno", ou "Grande Dérbi".

## História

### Fundação e primeiros anos
A ASA București (Asociația Sportivă a Armatei București; "Associação Esportiva do Exército de Bucareste", em tradução livre) foi fundada em 7 de junho de 1947 por iniciativa de vários oficiais da Casa Real Romena. A criação ocorreu após decreto assinado pelo general  Mihail Lascăr, alto comandante do Exército Real Romeno. Foi formada como uma sociedade esportiva com sete seções iniciais, incluindo o futebol, treinada por Coloman Braun-Bogdan. Foi renomeada para CSCA (Clubul Sportiv Central al Armatei – "Clube Esportivo do Exército Central") em 1948 e para CCA (Casa Centrală a Armatei – "Casa Central do Exército") em 1950.
| Nome                                               | Período       |
| Asociația Sportivă a Armatei (ASA) București       | 1947–1948     |
| Clubul Sportiv Central al Armatei (CSCA) București | 1948–1950     |
| Casa Centrală a Armatei (CCA) București            | 1950–1961     |
| Clubul Sportiv al Armatei (CSA) Steaua București   | 1961–1998     |
| Asociația Fotbal Club (AFC) Steaua București       | 1998–2003     |
| Clubul Sportiv al Armatei (CSA) Steaua București   | 2017–presente |

Em 1949, a CSCA ganhou seu primeiro troféu, a Copa da Romênia, vencendo o CSU Cluj por 2 a 1 na final. Pelo nome de CCA, o clube ganhou três Campeonatos Romenos consecutivos em 1951, 1952 e 1953, junto com sua primeira "dobradinha" em 1951. Nos anos 1950, o "time de ouro", como foi apelidado, ficou nacionalmente conhecido. Em 1956, a Seleção Romena de Futebol, composta exclusivamente por jogadores do clube, venceu a Iugoslávia em Belgrado por 1–0. No mesmo ano, a CCA, comandada por Ilie Savu, foi o primeiro clube romeno a participar de um torneio na Inglaterra, adquirindo notáveis resultados diante de Luton Town, Arsenal, Sheffield Wednesday e Wolverhampton Wanderers.
No final de 1961, o clube mudou de nome para CSA Steaua București (Clubul Sportiv al Armatei Steaua – "Clube Esportivo do Exército Steaua"). O novo nome é traduzido para "estrela" e foi adotado por causa da presença de uma estrela vermelha, símbolo da maioria dos clubes militares do leste europeu, em seu escudo. Por quase duas décadas, o clube ganhou apenas três Campeonatos Romenos (1967–68, 1975–76 e 1977–78); em contraste, ganhou nove Copas da Romênia, rendendo o apelido de "especialistas em copas". Também durante este período, o estádio Ghencea foi inaugurado em 9 de abril de 1974 com um amistoso contra o OFK Belgrado.

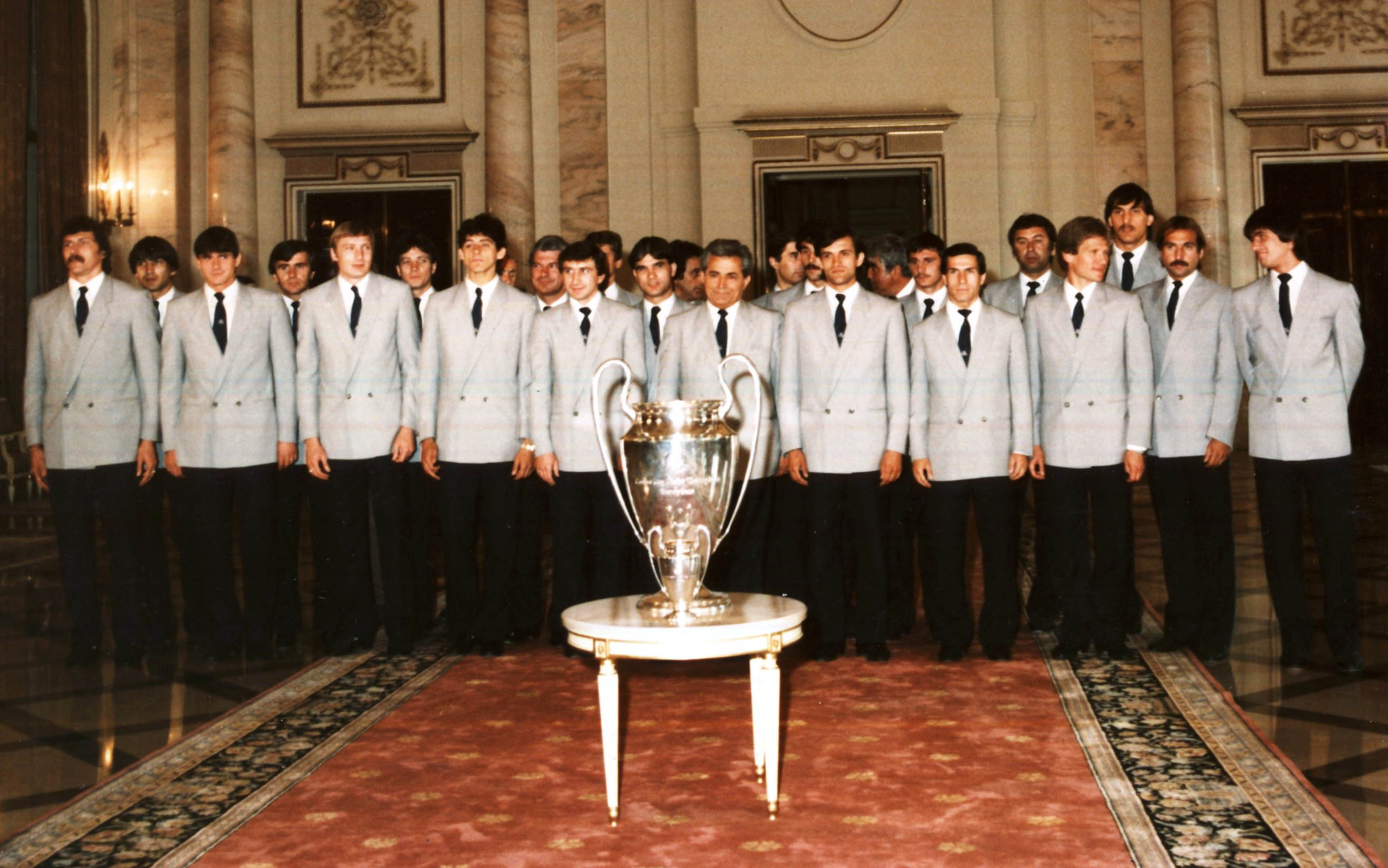
Steaua com a taça da Liga dos Campeões da UEFA de 1985-86.

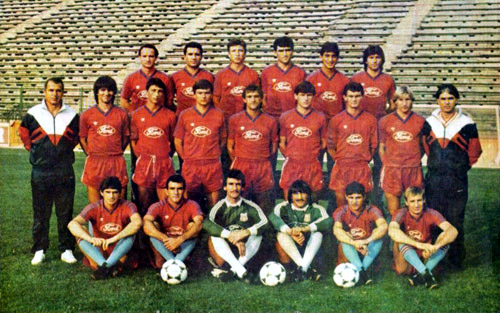
O time campeão romeno de 1989.

Sobre o comando de Emerich Jenei e Anghel Iordănescu, o clube teve uma impressionante atuação na temporada 1984–85, onde foi campeão nacional depois de seis anos. Subsequentemente, foi o primeiro clube romeno a alcançar uma final da Taça dos Campeões Europeus, onde venceu o Barcelona na disputa por pênaltis por 2 a 0 graças ao goleiro Helmut Duckadam, que pegou todos os quatro pênaltis cobrados pelos espanhóis, após um empate sem gols. Portanto, o Steaua foi o primeiro clube do leste europeu a ser campeão continental. Também foi campeão da Supercopa da UEFA em 1987 diante do Dínamo de Kiev. O clube permaneceu no topo do futebol europeu pelo resto da temporada, parando na semifinal da Taça dos Campeões Europeus em 1987–88 e indo à final de 1989, perdendo de 4 a 0 para o Milan. Isto foi um acréscimo a quatro títulos nacionais (1985–86, 1986–87, 1987–88  e 1988–89) e quatro copas nacionais (1984–85, 1986-87, 1987–88, 1988–89). Além disso, de junho de 1986 a setembro de 1989, o Steaua fez uma sequência de 104 partidas invicto no campeonato, estabelecendo um recorde mundial que ainda está de pé.
A Revolução Romena conduziu o país a um mercado livre e aberto e, posteriormente, vários jogadores dos anos 1980 partiram para outros clubes do oeste europeu. Após um breve recuo, seguiu-se uma rápida recuperação e o Steaua conseguiu uma sequência de seis campeonatos consecutivos entre 1992–93 e 1997–98 para igualar o desempenho dos anos 1920 do Chinezul Timișoara e mais três copas em 1995–96, 1996–97 e 1998–99. A nível internacional, o clube também conseguiu atingir a fase de grupos da UEFA Champions League três vezes consecutivas entre 1994–95 e 1996–97.

### AFC Steaua
Em 1998, o departamento de futebol do CSA Steaua se separou e mudou o nome para AFC Steaua București presidido por uma associação sem fins lucrativos liderada pelo empresário romeno Viorel Păunescu. Păunescu teve um desempenho ruim como presidente e logo o clube estava afundado em dívidas. Outro empresário, George Becali, foi oferecido ao cargo de vice-presidente na esperança de mais investimento no clube. Em 2003, Becali conseguiu o controle do clube transformando-o de uma organização sem fins lucrativos em uma empresa de capital aberto.
Subsequentemente, mesmo que o clube ganhara cinco campeonatos nacionais e se classificara para a Liga dos Campeões da UEFA quatro vezes, o Steaua tornou-se cada vez mais associado à personalidade controversa de Becali, infame por sua homofobia, xenofobia, misoginia, racismo, sonegação de impostos e até prisões. Apesar disso, o clube também se mudou do histórico Estádio Ghencea para a recém-construída Arena Națională.

### Ação judicial entre Steaua e FCSB
Em dezembro de 2014, após ação legal do antigo clube-mãe, o clube presidido por Becali perdeu o direito de usar o nome "Steaua", cujo uso nunca foi aprovado pelo CSA Steaua București. O clube que atuou como Steaua durante todo esse tempo foi intimado a mudar seu nome e logotipo; atualmente, é chamado de Fotbal Club FCSB e continua disputando a Liga I. Um novo julgamento em andamento foi iniciado pelo CSA Steaua, reivindicando do FCSB que pagasse aproximadamente 37 milhões de euros como compensação por ter usado ilegalmente o nome "Steaua" desde 2003. Em julho de 2019, o julgamento foi feito a favor do CSA Steaua, sujeito a recurso.
De acordo com comentários feitos por Constantin Danilescu, um ex-funcionário do Steaua que trabalhou no clube até 1999, durante a separação em 1998, o CSA Steaua não abriu mão da propriedade do nome, das honras ou da marca do time, como se acreditava até 2017. O clube só permitiu que a organização sem fins lucrativos com a qual fez parceria usasse esses elementos, mas a mesma nunca teve o direito de vendê-los, colocando em dúvida as reivindicações do FCSB sobre os títulos conquistados antes da aquisição por Becali.
O veredicto sobre os registros permaneceu final em 2025. Curiosamente, ambos os lados do julgamento reivindicaram a vitória. Também foi mencionado que argumentos de direito civil podem não ser decisivos no que diz respeito ao reconhecimento dos registros pela Associação Romena de Futebol, UEFA e FIFA, pois todos eles baseiam suas decisões na continuidade da equipe.

### Novo começo na Liga IV
Tendo recuperado legalmente o clube, o CSA Steaua București reativou seu departamento de futebol e se inscreveu para a temporada 2017–18 da Liga IV, a quarta divisão romena. Financiado por fundos privados, o objetivo do clube é subir todos os anos nas divisões até atingir a Liga I, um cronograma que deve coincidir com a abertura do novo Estádio Ghencea.
Em abril de 2018, o Steaua București jogou na Arena Națională contra o AS Academia Rapid București, o principal clube fênix fundado por torcedores do extinto Rapid București; o Rapid venceu o jogo por 3 a 1 para consolidar sua posição no topo da tabela, com o Steaua a cinco pontos atrás, em segundo lugar. O time chegou aos play-offs de promoção nas duas primeiras temporadas, mas perdeu todas as vezes. O Steaua finalmente conseguiu o acesso no final da temporada 2019–20. Eles foram promovidos na temporada seguinte para a Liga II.

## Escudo e cores
Durante a sua primeira temporada (1947–48), o ASA București vestiu camisas listradas amarelas e vermelhas com shorts azuis, simbolizando a bandeira da Romênia. Na temporada seguinte, com a mudança do Exército Real para o Exército Popular, o amarelo foi gradualmente abandonado, assim que as cores oficiais, desde esse dia, são o vermelho e o azul.
Após a Revolução Romena de 1989, o Exército decidiu cortar todos os seus vínculos com o extinto regime comunista; então, em 1991, o CSA Steaua teve uma última chance de ter um escudo com uma águia (também presente no brasão do Ministério da Defesa e também no brasão da Romênia).
Quando o FC Steaua foi fundado em 1998, o CSA Steaua adicionou duas estrelas amarelas no topo do seu emblema, significando seus vinte títulos nacionais conquistados, junto com a especificação "Fotbal Club".

## Fornecedores e patrocinadores
| Ano           | Fornecedor de material (d)esportivo | Patrocínio                                                           |
| ------------- | ----------------------------------- | -------------------------------------------------------------------- |
| 1947–1976     | Nenhum                              | Nenhum                                                               |
| 1976–1988     | Adidas                              | Nenhum                                                               |
| 1988–1990     | Adidas                              | Ford                                                                 |
| 1990–1991     | Adidas                              | Castrol                                                              |
| 1991–1994     | Adidas                              | Philips                                                              |
| 1994          | Adidas                              | CBS                                                                  |
| 1995          | Adidas                              | BRCE                                                                 |
| 1996–1997     | Adidas                              | Bancorex                                                             |
| 1997–1999     | Adidas                              | Dialog                                                               |
| 2000–2002     | Adidas                              | BCR                                                                  |
| 2002–2003     | Nike                                | Nenhum                                                               |
| 2017–2018     | Joma                                | BetArena                                                             |
| 2018–2019     | Joma / Jako                         | GoBet                                                                |
| 2019–2021     | Joma                                | Nenhum                                                               |
| 2021          | Joma                                | Get's Bet, Porotherm (Wienerberger), International Alexander Holding |
| 2021–2024     | Adidas                              | Get's Bet, Porotherm (Wienerberger), International Alexander Holding |
| 2024–presente | Adidas                              | Stanleybet                                                           |

## Infraestrutura
O clube jogou suas três primeiras partidas da história no extinto Estádio Vênus, inaugurado em 1931 e que já havia sido propriedade do Venus București, um clube dissolvido em 1949. Depois da demolição do estádio por ordem do regime comunista, o Steaua mandou seus jogos nos três maiores estádios multiuso de Bucareste: o Estádio ANEF, o Estádio Republicii e o Estádio 23 de Agosto (mais tarde renomeado para "Naţional"). Destes três, o 23 de Agosto era usado principalmente quando duas partidas entre os clubes de Bucareste eram agendadas para o mesmo dia ou para partidas europeias importantes, enquanto o Republicii era usado para partidas regulares do campeonato.
De 1974 a 2003, o clube mandou seus jogos no Estádio Ghencea, situado ao sudoeste de Bucareste. Parte do Complexo Esportivo Steaua, foi inaugurado em 9 de abril de 1974 quando o clube jogou um amistoso contra o OFK Belgrado; na época, foi o primeiro estádio construído exclusivamente para futebol na Romênia comunista sem instalações de atletismo. O estádio foi construído por ordem do Ministério da Defesa Nacional dentro de uma antiga base militar e foi usado por muito tempo pelo CSA Steaua. A capacidade original era de trinta mil lugares, mas  uma reforma geral ocorrida em 1991 reduziu a capacidade para 28.365 espectadores.

## Torcida
Embora os ultras tenham parado de assistir aos jogos na época em que o Tribunal exigiu que o FCSB não tivesse os direitos de ser o Steaua, torcedores comuns continuaram a marcar presença na Arena Națională e agora formam a maioria da torcida do FCSB, principalmente em jogos europeus importantes. Desde essa decisão em 2014, o grupo Peluza Sud adotou totalmente o CSA Steaua București e tem constante presença nos jogos da equipe na Liga IV. Em 2017, os torcedores fundaram sua própria associação oficial, chamada AS47 (Asociația Steliștilor 1947 – "Associação dos Torcedores do Steaua 1947"), como uma entidade legal com seus objetivos declarados de 'restituir ao Steaua e seus torcedores seu verdadeiro significado, em harmonia com os valores originais do clube'.

## Títulos
Liga I / Divizia A
- Títulos: 20 — 1951, 1952, 1953, 1956, 1959–60, 1960–61, 1967–68, 1975–76, 1977–78, 1984–85, 1985–86, 1986–87, 1987–88, 1988–89, 1992–93, 1993–94, 1994–95, 1995–96, 1996–97, 1997–98
- Vice-campeonatos: 9 — 1954, 1957–58, 1962–63, 1976–77, 1979–80, 1983–84, 1989–90, 1990–91, 1991–92

Liga II
- Vice-campeonatos: 2 — 2022–23, 2024–25

Liga III
- Títulos: 1 — 2020–21

Liga IV – Bucareste
- Títulos: 1 — 2019–20
- Vice-campeonatos: 2 — 2017–18, 2018–19

Copa da Romênia
- Títulos: 20 — 1948–49, 1950, 1951, 1952, 1955, 1961–62, 1965–66, 1966–67, 1968–69, 1969–70, 1970–71, 1975–76, 1978–79, 1984–85, 1986–87, 1987–88, 1988–89, 1991–92, 1995–96, 1996–97
- Vice-campeonatos: 7 — 1953, 1963–64, 1976–77, 1979–80, 1983–84, 1985–86, 1989–90

Copa da Romênia – Bucareste
- Títulos: 2 — 2018–19, 2019–20
- Vice-campeonatos: 1 — 2017–18

Supercopa da Romênia
- Títulos: 3 — 1994, 1995, 1998

Liga dos Campeões da UEFA
- Títulos: 1 — 1985–86
- Vice-campeonatos: 1 — 1988–89

Supercopa da UEFA
- Títulos: 1 — 1986

Copa Intercontinental
- Vice-campeonatos: 1 — 1986

## Elenco atual
Última atualização: 1 de maio de 2025.
Legenda
- : Capitão
- : Jogador lesionado/contundido
- : Jogador suspenso

## Dirigentes
| Cargo                             | Nome                           |
| --------------------------------- | ------------------------------ |
| Presidente                        | Petruț Sârghe-Ciobanu          |
| Vice-presidente                   | Teodor Popa                    |
| Diretor administrativo            | Adrian Lucan                   |
| Presidente executivo              | Bogdan Marinescu               |
| Diretor técnico                   | Gabriel Boștină                |
| Diretor do centro técnico juvenil | George Ogăraru                 |
| Chefe de desenvolvimento juvenil  | Ștefan Iovan                   |
| Delegados                         | Liviu Vlaicu Mihai Velecholova |

| Cargo                 | Nome                |
| --------------------- | ------------------- |
| Técnico               | Daniel Oprița       |
| Técnico assistente    | Ștefan Nofitovici   |
| Treinador de goleiros | Cornel Fulga        |
| Preparador físico     | Grigoraș Diaconescu |
| Quimioterapeuta       | Constantin Cucu     |
| Massagista            | George Matara       |
| Homem da loja         | Gheorghe Neagoe     |